# Liste des ducs de Bragance
Pour les articles homonymes, voir Bragance.
 (novembre 2021).
Si vous disposez d'ouvrages ou d'articles de référence ou si vous connaissez des sites web de qualité traitant du thème abordé ici, merci de compléter l'article en donnant les références utiles à sa vérifiabilité et en les liant à la section « Notes et références ».

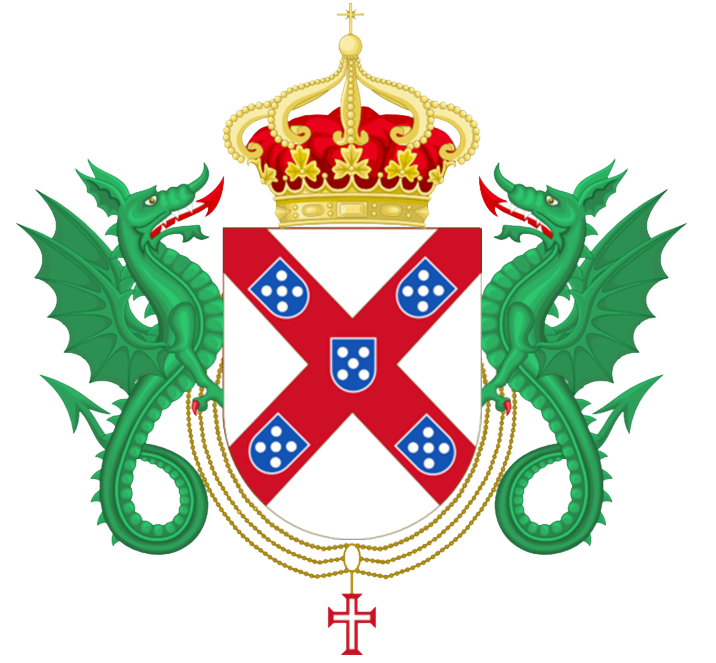
Blason des Bragance.

La deuxième maison de Bragance est celle de la lignée des ducs de Bragance (Bragança en portugais). Elle trouve son origine chez le roi Jean Ier de Portugal (1357-1433), fondateur de la maison d'Aviz (issue de la première maison capétienne de Bourgogne), dit le Roi de Bonne Mémoire, qui avait eu, dix ans avant son mariage en 1387 avec Philippa d'Angleterre, une relation suivie avec Inês Pires, dont sont issus au moins trois enfants. 
Pour l'aîné de ces enfants, et le seul garçon, déjà créé comte de Barcelos lors de son mariage, la ville de Bragance fut érigée en duché en 1442, à l'initiative de son frère consanguin l'infant Pierre de Portugal (1392-1449), dit le prince des Sept Parties du Monde, régent de Portugal au nom de son neveu et beau-fils Alphonse V. Les biens immenses de cette nouvelle maison sont venus par le mariage du premier duc avec la seule fille et héritière de Dom Nuno Álvares Pereira, comte de Barcelos, dit le Saint Connétable, le vainqueur de la dynastie antérieure à Aljubarrota (béatifié plus tard par Rome, il est aussi la souche des ducs de Cadaval, issus des Bragance eux aussi, et qui portent toujours son nom). Le duché de Bragance est l'un des premiers duchés portugais, titre réservé au Portugal jusqu'au XIXe siècle aux mâles de lignée royale. Seuls les duchés de Coimbra, de l'infant Pierre de Portugal, et de Viseu, de leur frère l'Infant Henri, le Navigateur, sont plus anciens. Tous sont des titres exclusifs de la maison royale du Portugal.

## Liste avant l'accession au trône
1442-1461 : Alphonse Ier de Bragance (1377-1461)
Fils illégitime du roi Jean Ier de Portugal et d'Agnès Pires (Inês Pires) 
1er duc de Bragance (1442-1461). Sa fille Isabelle épouse l'infant Jean de Portugal demi-frère d'Alphonse : grands-parents du roi Manuel
1461-1478 : Ferdinand Ier de Bragance (1403-1478)
Fils du duc Alphonse Ier et de sa première femme Béatrice Pereira de Alvim (morte en 1420)
2e duc de Bragance (1461-1478). Son fils puîné Álvaro est à l'origine des Álvares Pereira de Melo ducs de Cadaval
1478-1483 : Ferdinand II de Bragance (1430-1483), comte puis premier duc de Guimarães
Fils du duc Ferdinand Ier et de Jeanne de Castro (morte en 1479), dame de Cadaval, d'une branche cadette de la Maison de Castro
3e duc de Bragance (1478-1483). Ayant comploté avec ses cousins les Rois catholiques d'Aragon et de Castille contre le roi Jean II de Portugal (1455-1495), il fut décapité, et exproprié de tous ses biens, rendus à la Couronne. Son fils puîné fut Denis, mari de Béatrice de Castro, comtesse de Lemos, de la branche aînée de la maison de Castro < Isabelle ci-dessous, qui épousa son cousin germain Théodose Ier
1483-1532 : Jacques Ier de Bragance (1479-1532), deuxième duc de Guimarães
Fils du duc Ferdinand II et de sa deuxième femme Isabelle de Portugal-Viseu (1459-1521)
4e duc de Bragance (1483-1532). Il a été reconnu héritier de Portugal sous son oncle le roi Emmanuel Ier le Fortuné, lui-même arrière-petit-fils d'Alphonse Ier de Bragance ci-dessus par sa mère Béatrice fille d'Isabelle et du connétable Jean de Portugal ci-dessus, qui le fait revenir d'exil et le rétablit dans tous les biens, titres et prérogatives de ses pères
1532-1563 : Théodose Ier de Bragance (pt) (av. 1512-1563), troisième duc de Guimarães
Fils du duc Jacques Ier et de sa première femme Éléonore (Louise ?) Pérez de Guzman (morte en 1512 ; des ducs de Medina Sidonia ; mais certains disent : fils de la deuxième femme de Jacques, Éléonore ou Jeanne de Mendoza)
5e duc de Bragance (1532-1563) ; sa sœur Isabelle épouse l'infant Duarte/Édouard, quatrième duc de Guimarães, fils puîné du roi Manuel
1563-1583 : Jean Ier de Bragance (av. 1547-1583)
Fils du duc Théodose Ier et d'Isabelle de Bragance (pt)-Castro-Lemos (1514-1558 ; ci-dessus)
6e duc de Bragance (1563-1583)
1583-1630 : Théodose II de Bragance (1568-1630)
Fils du duc Jean Ier et de l'Infante Catherine de Portugal-Guimarães (1540-1614)
7e duc de Bragance (1583-1630)
1630-1640 : Jean II (Antonio Alberto Ier) de Bragance (1604-1656)
Fils du duc Théodose II et d'Ana de Velasco y Girón (morte en 1607 ; fille du connétable de Castille Juan Fernandez de Velasco)
8e duc de Bragance (1630-1640) et sixième duc de Guimarães, puis roi de Portugal (1640-1656) sous le nom de Jean IV de Portugal dit Jean le Restaurateur.

## Depuis l'accession des Bragance au trône
Depuis Jean IV, le titre et les immenses revenus du duché de Bragance furent donnés à tous les princes héritiers de la quatrième dynastie portugaise, qui ne le portaient pas toutefois, étant connus comme prince du Brésil (successeur immédiat) et prince da Beira (l'héritier du successeur). En 1831, l'ex-roi de Portugal et ex-empereur du Brésil, Pierre IV et Ier, après avoir abdiqué les deux couronnes, décida de le porter, ce qu'il fit comme régent de Portugal jusqu'à sa mort en 1834, à la fin de la guerre civile portugaise. De son côté, son frère cadet le roi déchu Michel Ier, le conféra en exil à son fils Michel de Bragance (1853-1927). Le titre, désormais de courtoisie, de duc de Bragance est actuellement porté par le chef de la deuxième branche de la maison de Bragance (la branche aînée étant américaine), qui est un des prétendants au trône et dont l'immédiat successeur porte celui de prince de Beyre : il devrait se revendiquer à son tour duc de Bragance à la mort de son père. Le titre continue actuellement à être contesté par les descendants de Michel Janvier de Bragance et par les descendants de Maria Pia de Saxe-Cobourg Bragance et identifie donc aujourd'hui un de ceux qui pourrait régner au Portugal si la monarchie était rétablie.[Quoi ?]